# Velika nagrada Belgije 1951
Velika nagrada Belgije 1951 je bila tretja dirka Svetovnega prvenstva Formule 1 v sezoni 1951. Odvijala se je 17. junija 1951.

## Rezultati

### Kvalifikacije
| Poz | Št | Dirkač                | Konstruktor        | Čas    | Zaostanek |
| --- | -- | --------------------- | ------------------ | ------ | --------- |
| 1   | 2  | Juan Manuel Fangio    | Alfa Romeo         | 4:25,0 | –         |
| 2   | 4  | Nino Farina           | Alfa Romeo         | 4:28,0 | + 3,0     |
| 3   | 10 | Luigi Villoresi       | Ferrari            | 4:29,0 | + 4,0     |
| 4   | 8  | Alberto Ascari        | Ferrari            | 4:30,0 | + 5,0     |
| 5   | 12 | Piero Taruffi         | Ferrari            | 4:32,0 | + 7,0     |
| 6   | 6  | Consalvo Sanesi       | Alfa Romeo         | 4:36,0 | + 11,0    |
| 7   | 14 | Louis Rosier          | Talbot-Lago-Talbot | 4:45,0 | + 20,0    |
| 8   | 22 | Yves Giraud-Cabantous | Talbot-Lago-Talbot | 4:52,0 | + 27,0    |
| 9   | 18 | Louis Chiron          | Talbot-Lago-Talbot | 5:01,0 | + 36,0    |
| 10  | 20 | Philippe Étancelin    | Talbot-Lago-Talbot | 5:04,0 | + 39,0    |
| 11  | 16 | Johnny Claes          | Talbot-Lago-Talbot | 5:09,0 | + 44,0    |
| 12  | 24 | André Pilette         | Talbot-Lago-Talbot | 5:16,0 | + 51,0    |
| 13  | 26 | Pierre Levegh         | Talbot-Lago-Talbot | 5:17,0 | + 52,0    |
| DNA | 28 | Princ Bira            | Maserati           | –      | –         |
| DNA | 30 | José Froilán González | Maserati           | –      | –         |
| DNA | 32 | Reg Parnell           | Ferrari            | –      | –         |

### Dirka
| Poz | Št | Dirkač                | Konstruktor        | Krogi | Čas/Odstop | Št. m. | Toč |
| --- | -- | --------------------- | ------------------ | ----- | ---------- | ------ | --- |
| 1   | 4  | Nino Farina           | Alfa Romeo         | 36    | 2:45:46,2  | 2      | 8   |
| 2   | 8  | Alberto Ascari        | Ferrari            | 36    | + 2:51,0   | 4      | 6   |
| 3   | 10 | Luigi Villoresi       | Ferrari            | 36    | + 4:21,9   | 3      | 4   |
| 4   | 14 | Louis Rosier          | Talbot-Lago-Talbot | 34    | +2 kroga   | 7      | 3   |
| 5   | 22 | Yves Giraud Cabantous | Talbot-Lago-Talbot | 34    | +2 kroga   | 8      | 2   |
| 6   | 24 | André Pilette         | Talbot-Lago-Talbot | 33    | +3 krogi   | 12     |     |
| 7   | 16 | Johnny Claes          | Talbot-Lago-Talbot | 33    | +3 krogi   | 11     |     |
| 8   | 26 | Pierre Levegh         | Talbot-Lago-Talbot | 32    | +4 krogi   | 13     |     |
| 9   | 2  | Juan Manuel Fangio    | Alfa Romeo         | 32    | +4 krogi   | 1      | 1   |
| Ods | 18 | Louis Chiron          | Talbot-Lago-Talbot | 28    | Motor      | 9      |     |
| Ods | 6  | Consalvo Sanesi       | Alfa Romeo         | 11    | Hladilnik  | 6      |     |
| Ods | 12 | Piero Taruffi         | Ferrari            | 8     | Prenos     | 5      |     |
| Ods | 20 | Philippe Étancelin    | Talbot-Lago-Talbot | 0     | Prenos     | 10     |     |